# 矢板車站
矢板車站（日语：／ Yaita eki */?）是一由東日本旅客鐵道（JR東日本）與日本貨物鐵道（JR貨物）所共用的鐵路車站，位於日本栃木縣矢板市扇町一丁目，是JR東日本宇都宮線沿線的車站（但在正式路線規劃上，其實是東北本線的一站）。除了客運業務外，JR貨物原本也在矢板設有貨運車站，但在2006年後貨運列車停止發車，JR貨物改在矢板設置了矢板線外貨運站（矢板ORS），利用公路運輸的方式，每日有4班貨櫃車往返於矢板ORS與宇都宮貨物總站（宇都宮貨物ターミナル）之間。

## 車站構造
島式月台1面2線、側式月台1面1線的地面車站。

### 月台配置
| 月台 | 路線                  | 方向 | 目的地                                                 | 備註     |
| ---- | --------------------- | ---- | ------------------------------------------------------ | -------- |
| 1    | ■宇都宮線（東北本線） | 下行 | 那須鹽原、黑磯、白河方向                               |          |
| 2    | ■宇都宮線（東北本線） | 下行 | 那須鹽原、黑磯、白河方向                               | 部分列車 |
| 2    | ■宇都宮線（東北本線） | 上行 | 宇都宮、大宮、東京、橫濱、大船方向 （包括■上野東京線） | 部分列車 |
| 3    | ■宇都宮線（東北本線） | 上行 | 宇都宮、大宮、東京、橫濱、大船方向 （包括■上野東京線） |          |

（來源：JR東日本:車站構內圖 （页面存档备份，存于））

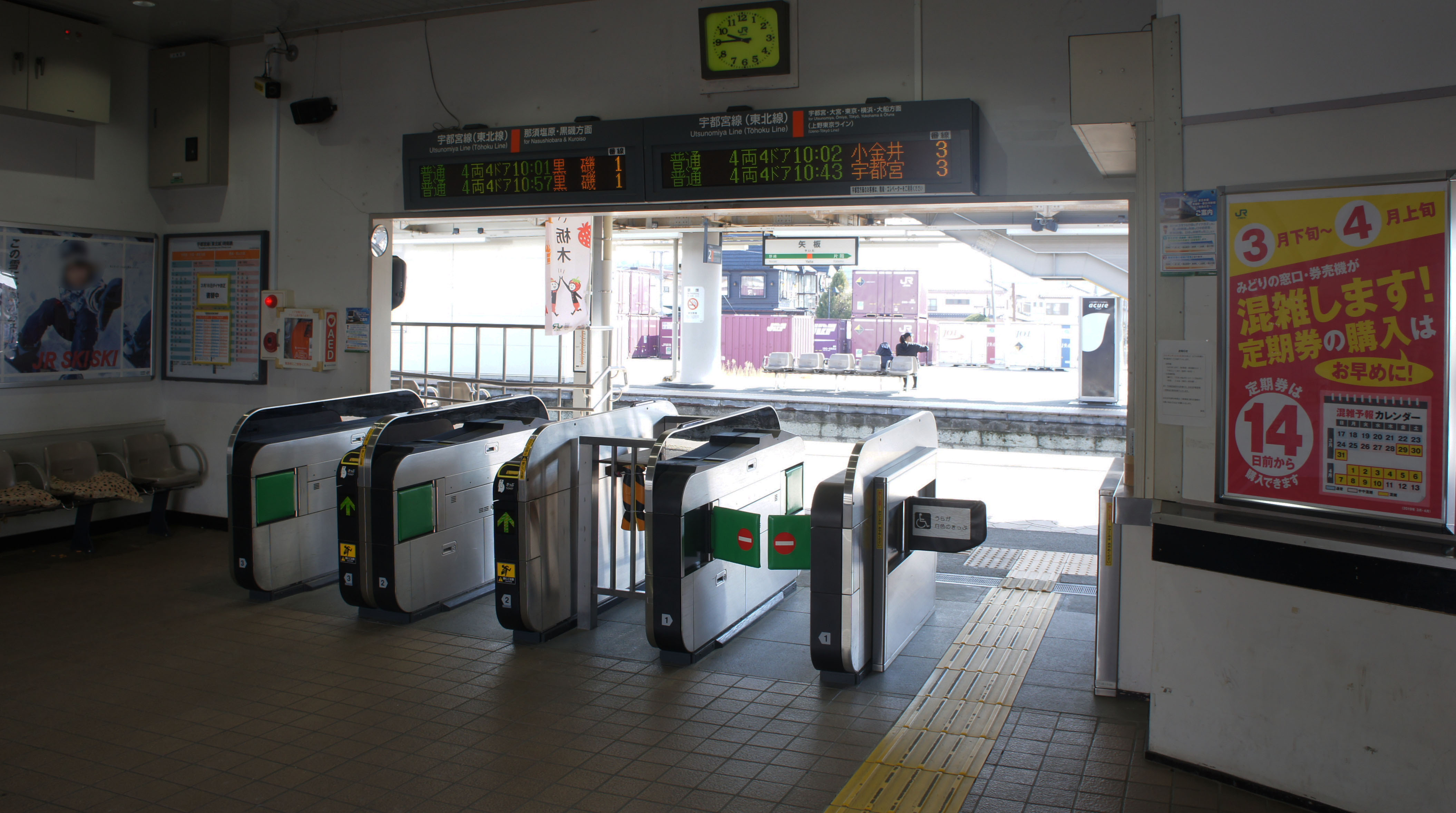
閘口（2019年3月）
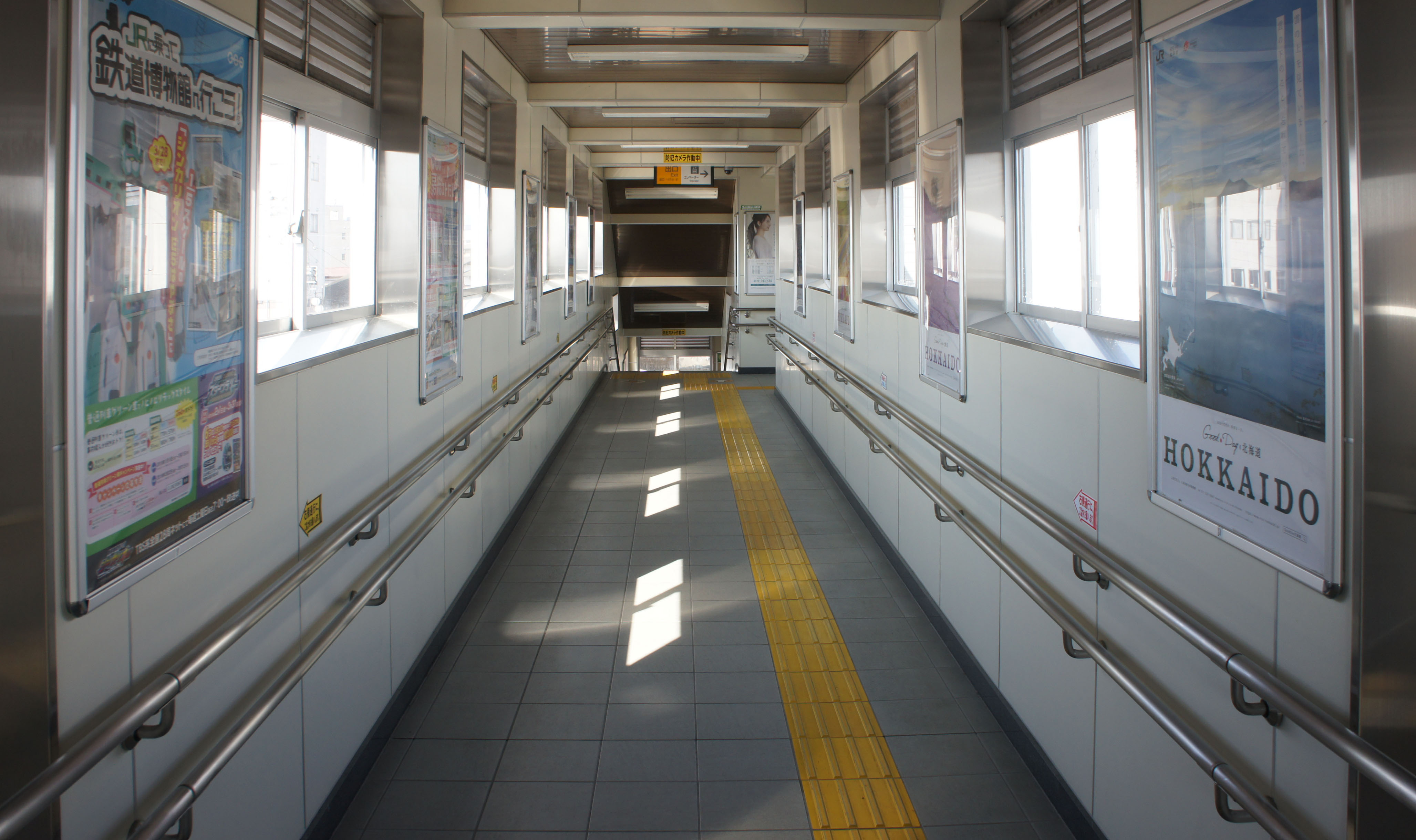
跨線天橋（2019年3月）
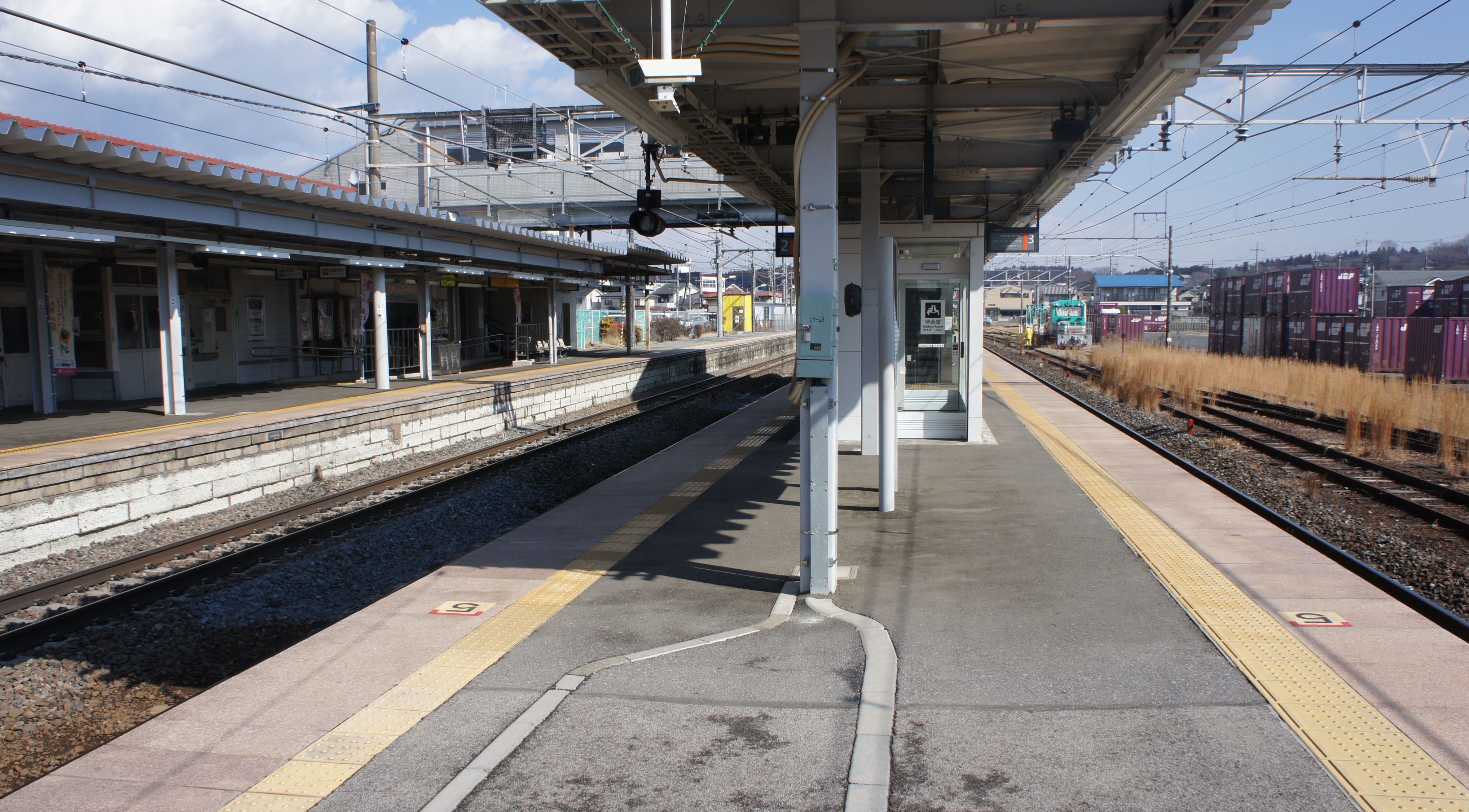
月台（2019年3月）

## 利用狀況
根據JR東日本，2019年（令和元年）度1日平均上車人次為2,728人。
近年的推移如下表。
| 上車人次推移       | 上車人次推移     | 上車人次推移    |
| 年度               | 1日平均 上車人次 | 來源            |
| ------------------ | ---------------- | --------------- |
| 2000年（平成12年） | 3,201            | [ 利用客数 2 ]  |
| 2001年（平成13年） | 3,171            | [ 利用客数 3 ]  |
| 2002年（平成14年） | 3,060            | [ 利用客数 4 ]  |
| 2003年（平成15年） | 3,049            | [ 利用客数 5 ]  |
| 2004年（平成16年） | 3,043            | [ 利用客数 6 ]  |
| 2005年（平成17年） | 3,004            | [ 利用客数 7 ]  |
| 2006年（平成18年） | 3,022            | [ 利用客数 8 ]  |
| 2007年（平成19年） | 2,958            | [ 利用客数 9 ]  |
| 2008年（平成20年） | 2,915            | [ 利用客数 10 ] |
| 2009年（平成21年） | 2,863            | [ 利用客数 11 ] |
| 2010年（平成22年） | 2,926            | [ 利用客数 12 ] |
| 2011年（平成23年） | 2,983            | [ 利用客数 13 ] |
| 2012年（平成24年） | 2,987            | [ 利用客数 14 ] |
| 2013年（平成25年） | 3,031            | [ 利用客数 15 ] |
| 2014年（平成26年） | 2,897            | [ 利用客数 16 ] |
| 2015年（平成27年） | 2,881            | [ 利用客数 17 ] |
| 2016年（平成28年） | 2,827            | [ 利用客数 18 ] |
| 2017年（平成29年） | 2,832            | [ 利用客数 19 ] |
| 2018年（平成30年） | 2,829            | [ 利用客数 20 ] |
| 2019年（令和元年） | 2,728            | [ 利用客数 21 ] |

## 相鄰車站
東日本旅客鐵道
■宇都宮線
■通勤快速、■快速「Rabbit」、■普通
片岡－矢板－野崎

### 利用狀況
1. ↑  . 東日本旅客鉄道.   [2019-07-11]. （原始内容存档于2019-07-05）.
2. ↑  . 東日本旅客鉄道.   [2019-02-13]. （原始内容存档于2019-03-28）.
3. ↑  . 東日本旅客鉄道.   [2019-02-13]. （原始内容存档于2019-03-28）.
4. ↑  . 東日本旅客鉄道.   [2019-02-13]. （原始内容存档于2019-03-28）.
5. ↑  . 東日本旅客鉄道.   [2019-02-13]. （原始内容存档于2019-03-28）.
6. ↑  . 東日本旅客鉄道.   [2019-02-13]. （原始内容存档于2019-03-28）.
7. ↑  . 東日本旅客鉄道.   [2019-02-13]. （原始内容存档于2019-03-28）.
8. ↑  . 東日本旅客鉄道.   [2019-02-13]. （原始内容存档于2019-03-28）.
9. ↑  . 東日本旅客鉄道.   [2019-02-13]. （原始内容存档于2019-03-28）.
10. ↑  . 東日本旅客鉄道.   [2019-02-13]. （原始内容存档于2019-03-28）.
11. ↑  . 東日本旅客鉄道.   [2019-02-13]. （原始内容存档于2019-03-28）.
12. ↑  . 東日本旅客鉄道.   [2019-02-13]. （原始内容存档于2019-03-28）.
13. ↑  . 東日本旅客鉄道.   [2019-02-13]. （原始内容存档于2019-03-28）.
14. ↑  . 東日本旅客鉄道.   [2019-02-13]. （原始内容存档于2019-03-22）.
15. ↑  . 東日本旅客鉄道.   [2019-02-13]. （原始内容存档于2016-03-04）.
16. ↑  . 東日本旅客鉄道.   [2019-02-13]. （原始内容存档于2019-03-22）.
17. ↑  . 東日本旅客鉄道.   [2019-02-13]. （原始内容存档于2019-03-22）.
18. ↑  . 東日本旅客鉄道.   [2019-02-13]. （原始内容存档于2019-03-22）.
19. ↑  . 東日本旅客鉄道.   [2019-02-13]. （原始内容存档于2019-03-22）.
20. ↑  . 東日本旅客鉄道.   [2019-07-11]. （原始内容存档于2019-07-05）.
21. ↑  . 東日本旅客鉄道.   [2020-07-10]. （原始内容存档于2020-07-10）.

## 外部連結
- 車站資訊（矢板）：東日本旅客鐵道